# Torneio de xadrez de Munique de 1941
O Torneio de xadrez de Munique de 1941 (segundo Europaturnier) foi realizado de 8 a 14 de setembro de 1941, em Munique. O evento foi organizado por Ehrhardt Post, o Chefe do Executivo de Nazista Grossdeutscher Schachbund. O Primeiro Europaturnier teve lugar em Estugarda, em Maio de 1939. O ex-campeão mundial Max Euwe recusou o convite devido ao "profissional obrigações" como gerente de uma mercearia. Mais tarde viria a recusar o convite para um evento semelhante, o Torneio de xadrez de Salzburgo de 1942 por motivos fúteis. Especula-se que o real motivo foi o convite de Alexander Alekhine, que tinha escrito artigos anti-semitas. Entre outros, Alekhine tinha escrito sobre a "panelinha judia" em torno de Euwe no Campeonato Mundial de Xadrez de 1935.

## Resultados
O evento foi vencido por Gosta Stoltz, que marcou uma espetacular vitória com 1½ pontos à frente de Alexander Alekhine e Erik Lundin. Stoltz ganhou de 1.000 Reichsmarks e recebeu um troféu que foi doado pelo Ministerpräsident da Baviera, no momento Ludwig Siebert. O troféu foi feito de porcenala Meissen com valor próximo a $1.000.
Os resultados e a classificação:
| #     | Player                | Country                                             | 1 | 2 | 3 | 4 | 5 | 6 | 7 | 8 | 9 | 10 | 11 | 12 | 13 | 14 | 15 | 16 | Total |
| 1     | Gösta Stoltz          | Suécia                                              | x | ½ | 1 | 0 | 1 | 1 | 1 | ½ | 1 | ½  | 1  | 1  | 1  | ½  | 1  | 1  | 12    |
| 2-3   | Alexander Alekhine    | França                                              | ½ | x | ½ | 1 | 0 | 1 | ½ | 1 | 1 | 1  | ½  | ½  | 0  | 1  | 1  | 1  | 10½   |
| 2-3   | Erik Lundin           | Suécia                                              | 0 | ½ | x | 0 | ½ | 1 | ½ | 1 | ½ | 1  | 1  | 1  | 1  | 1  | ½  | 1  | 10½   |
| 4     | Efim Bogoljubow       | Alemanha                                            | 1 | 0 | 1 | x | ½ | 0 | ½ | ½ | 0 | 1  | ½  | 1  | ½  | 1  | 1  | 1  | 9½    |
| 5-6   | Bjørn Nielsen         | Dinamarca                                           | 0 | 1 | ½ | ½ | x | 1 | ½ | ½ | 0 | ½  | 0  | 1  | ½  | 1  | 1  | 1  | 9     |
| 5-6   | Kurt Richter          | Alemanha                                            | 0 | 0 | 0 | 1 | 0 | x | ½ | 0 | 1 | 1  | 1  | 1  | 1  | 1  | 1  | ½  | 9     |
| 7     | Jan Foltys            | Protectorado da Bohemia e Moravia Bohemia e Moravia | 0 | ½ | ½ | ½ | ½ | ½ | x | 1 | ½ | 0  | ½  | 1  | 1  | 0  | 1  | ½  | 8     |
| 8     | Pál Réthy             | Hungria                                             | ½ | 0 | 0 | ½ | ½ | 1 | 0 | x | 0 | ½  | ½  | ½  | 1  | 1  | ½  | 1  | 7½    |
| 9-10  | Braslav Rabar         | Estado Independente da Croácia                      | 0 | 0 | ½ | 1 | 1 | 0 | ½ | 1 | x | ½  | 0  | 0  | ½  | ½  | 1  | ½  | 7     |
| 9-10  | Georg Kieninger       | Alemanha                                            | ½ | 0 | 0 | 0 | ½ | 0 | 1 | ½ | ½ | x  | ½  | 1  | ½  | ½  | ½  | 1  | 7     |
| 11    | Géza Füster           | Hungria                                             | 0 | ½ | 0 | ½ | 1 | 0 | ½ | ½ | 1 | ½  | x  | 0  | 1  | 0  | 0  | 1  | 6½    |
| 12    | Paul Mross            | Alemanha General Government                         | 0 | ½ | 0 | 0 | 0 | 0 | 0 | ½ | 1 | 0  | 1  | x  | ½  | 1  | ½  | 1  | 6     |
| 13    | Karel Opočenský       | Protetorado da Bohemia e Moravia                    | 0 | 1 | 0 | ½ | ½ | 0 | 0 | 0 | ½ | ½  | 0  | ½  | x  | ½  | 1  | ½  | 5½    |
| 14-15 | Ivan Vladimir Rohaček | Eslováquia                                          | ½ | 0 | 0 | 0 | 0 | 0 | 1 | 0 | ½ | ½  | 1  | 0  | ½  | x  | ½  | 0  | 4½    |
| 14-15 | Nicolaas Cortlever    | Holanda                                             | 0 | 0 | ½ | 0 | 0 | 0 | 0 | ½ | 0 | ½  | 1  | ½  | 0  | ½  | x  | 1  | 4½    |
| 16    | Peter Leepin          | Suíça                                               | 0 | 0 | 0 | 0 | 0 | ½ | ½ | 0 | ½ | 0  | 0  | 0  | ½  | 1  | 0  | x  | 3     |